# Фаррелл, Майк
Майкл Джозеф «Майк» Фаррелл-младший (род. 6 февраля 1939, Сент-Пол) — американский актер, наиболее известный по роли капитана Би Джей Ханникатта в телесериале M*A*S*H (1975–1983). Он является активистом различных политических движений.
Фаррелл был продюсером фильма «Целитель Адамс» (1998) с Робином Уильямсом в главной роли, а также снимался в телесериале «Провиденс» (1999–2002). Он появился в роли Милтона Лэнга, отца Виктора Лэнга (Джон Слэттери), мужа Габриэль Солис (Ева Лонгория) в сериале «Отчаянные домохозяйки» (2007–2008). Его видели в эпизоде 10-го сезона «Персона» сериала «Закон и порядок: Специальный корпус». Некоторое время назад он появился в роли Фреда Джонса в эпизоде восьмого сезона «Hunteri Heroici» сериала «Сверхъестественное». В 2014 году он был актёром второго плана в криминальном драматическом сериале Sundance TV Network «Красная дорога».

## Ранний период жизни
Фаррелл, один из четырёх детей, родился в Сент-Поле, штат Миннесота, в семье Агнес Сары Косгроув и Майкла Джозефа Фаррелла-старшего. Когда ему было два года, его семья переехала из Южного Сент-Пола в Голливуд, Калифорния, где его отец работал плотником на киностудии. Фаррелл учился в средней школе Западного Голливуда вместе с Натали Вуд, окончил среднюю школу Голливуда, служил в Корпусе морской пехоты США и до своей актёрской карьеры работал на различных должностях.

## Актёрская карьера

### Ранняя карьера

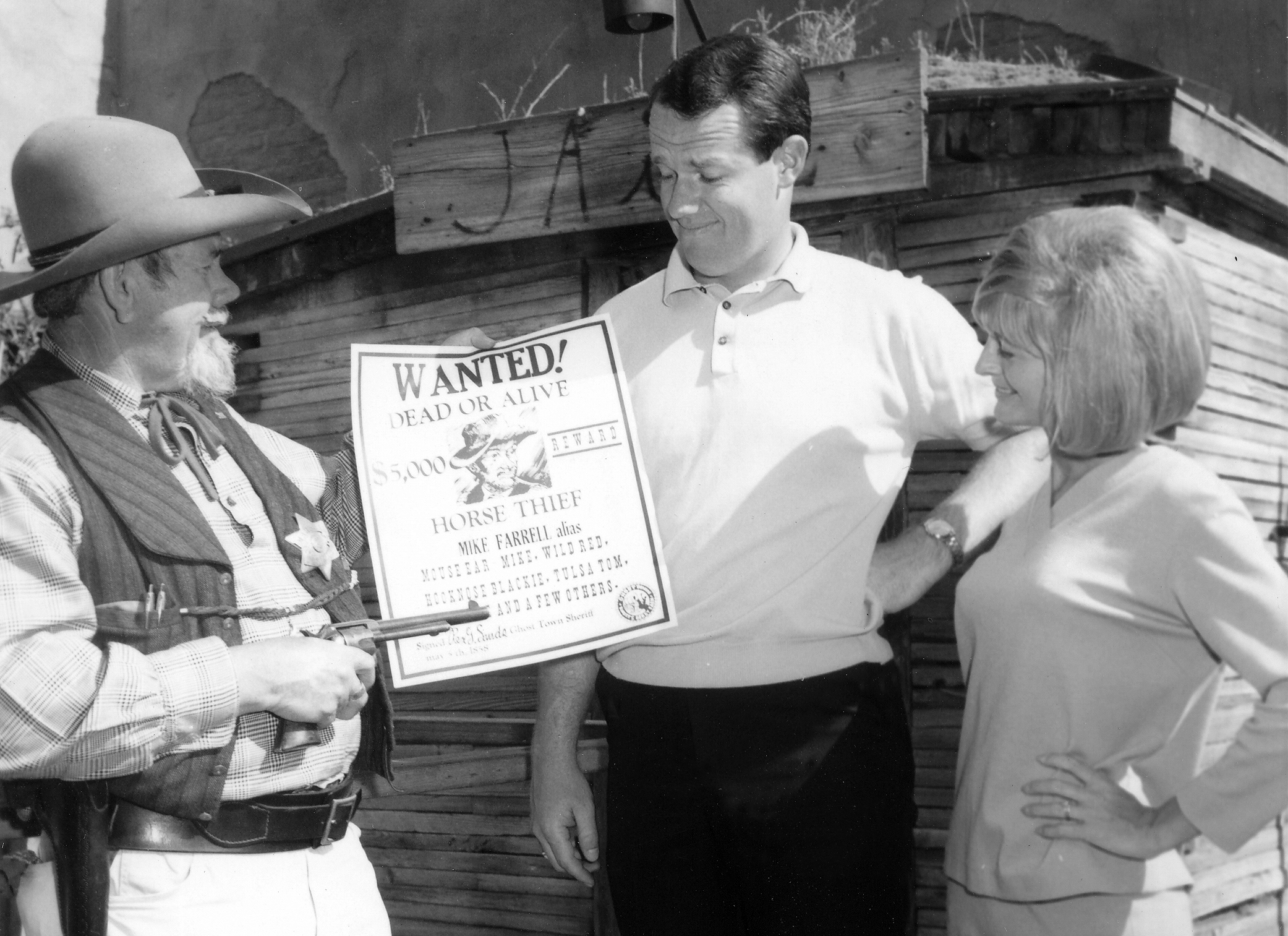
Майк с Джуди Фаррелл на ферме Ноттс Берри в 1966 году.

В 1960-е годы Фаррелл снялся в нескольких сериалах в качестве приглашённой звезды. Известные роли включали федерального агента Моделла в эпизоде «Monkee Chow Mein» сериала « Обезьяны» в 1967 году; астронавт Арланд в эпизоде «Джинн, джинн, у кого есть джинн?» сериала «Я мечтаю о Джинни»; и армейский врач в эпизоде «Банкролл» Combat! В 1968 году он сыграл продолжающуюся роль Скотта Бэннинга в мыльной опере NBC «Дни нашей жизни» . В 1970 году он снялся в роли одного из молодых врачей в сериале CBS «Интерны», шедшем в прайм-тайм в актёрском составе под руководством Бродерика Кроуфорда. В 1971 году он сыграл ассистента Энтони Куинна в сериале ABC «Человек и город» . В 1973 году, находясь по контракту с Universal Studios, Фаррелл вместе с Робертом Фоксвортом снялся в фильме «Квесторские ленты». За годы действия контракта он снялся в качестве гостя в ряде шоу, в том числе «Баначек», «Маркус Уэлби, доктор медицинских наук» и «Новая земля»; снялся в пилотном телесериале с Джейн Вайман, который, однако, не был продлён. Фаррелл также сыграл эпизодическую роль в классическом фильме 1967 года «Выпускник».

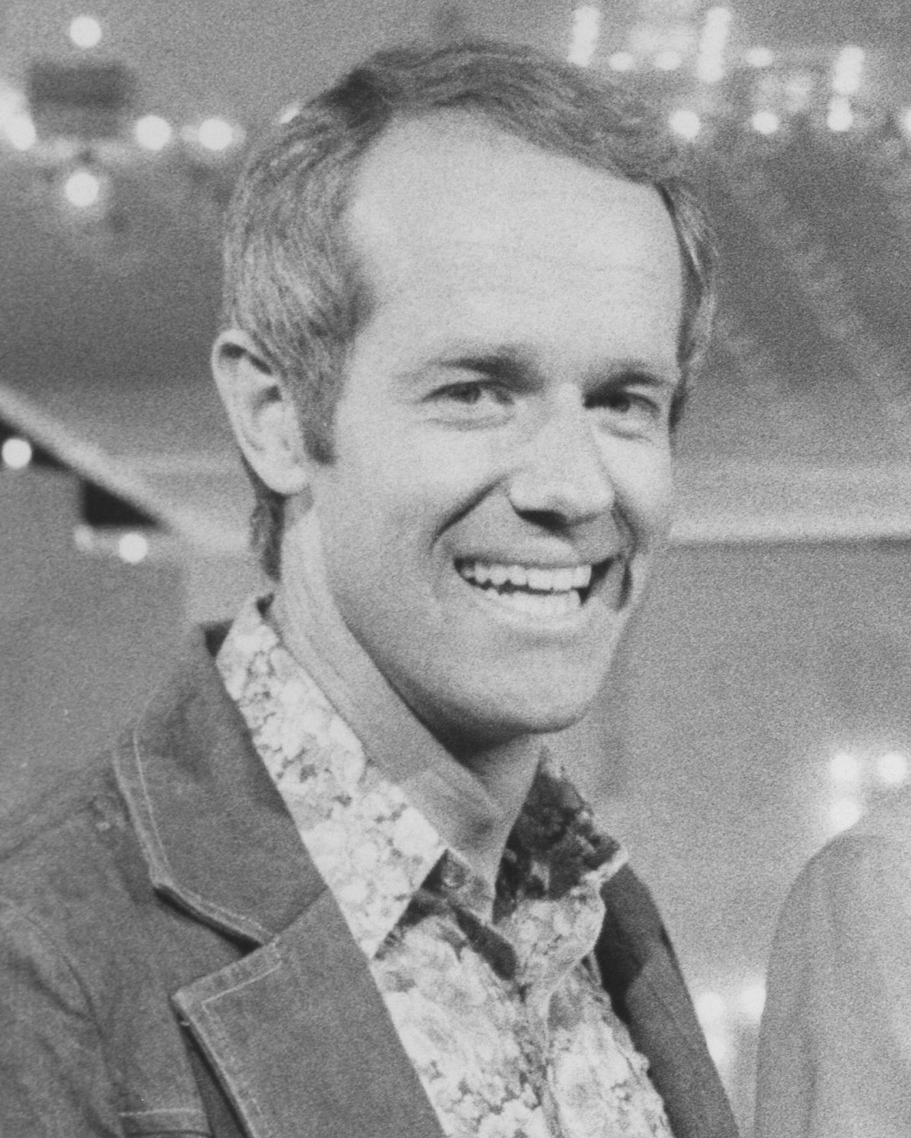
На игровом шоу Stumpers!, 1976 г.

### M*A*S*H(1975–1983) и более поздние роли
Большой прорыв для Фаррелла произошел в 1975 году, когда Уэйн Роджерс неожиданно покинул M*A*S*H в конце третьего сезона. Фаррелл был быстро принят на недавно созданную роль Би Джей Ханникатта вместе с главным героем второго сериала Гарри Морганом, который заменил Маклина Стивенсона, также в конце третьего сезона, вместе с Аланом Алдой. Совпадением является то, что и Морган, и Фаррелл были большими поклонниками сериала M*A*S*H в его первых сезонах, прежде чем они оба присоединились к актёрскому составу, причем Морган также появился в роли «Генерал Бартфорд Гамильтон Стил» в третьем сезоне: эпизод «Генерал перевернулся на рассвете» (за который он получил премию «Эмми» за лучшую гостевую роль в комедийном сериале Primetime). Фаррелл оставался в сериале все оставшиеся восемь лет съёмок. За это время он написал сценарии к пяти сериям и снял четыре.
Его любимый эпизод: «Интервью».

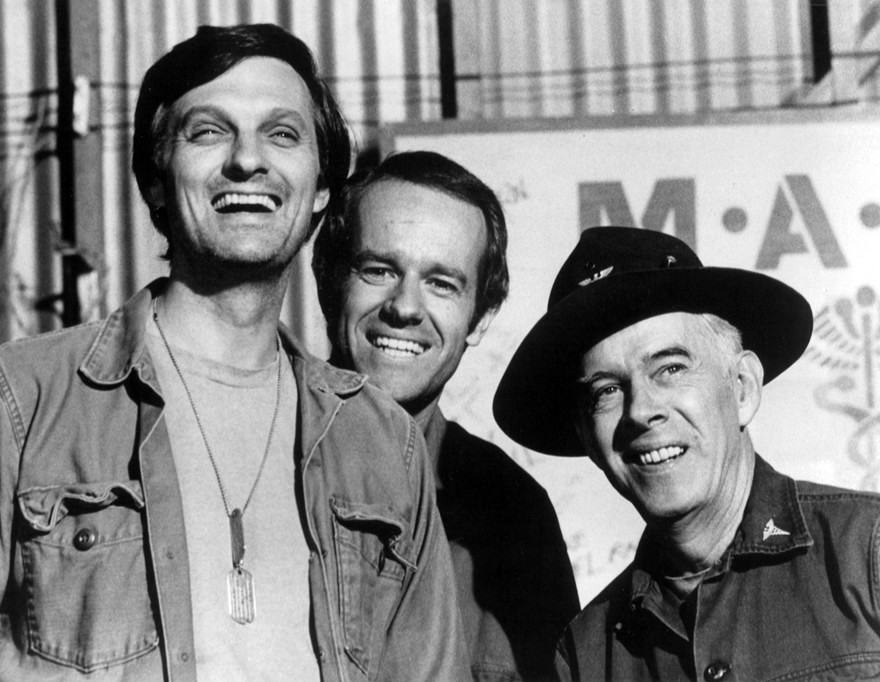
В роли Би Джей Ханниката (в центре) в сериале «МЭШ»

В одном из интервью Фаррелл обсудил совместную игру своих коллег по фильму M*A*S*H, Дэвида Огдена Стайерса и Гарри Моргана: «Дэвид был подобен скале, когда он концентрировался, тогда он был Чарльзом Эмерсоном Винчестером III», и никто не мог его 'поймать', кроме Гарри Моргана. Гарри мог посмотреть на Дэвида и превратить его в лужу слёз, не поворачивая глаз. Дэвид сказал: «Когда он [Гарри] смотрит на меня и раздувает ноздри; и он «ведёт», было бы так чудесно увидеть, как Гарри превратил этого огромного большого парня в хихикающего идиота. К сожалению, всё, что я могу сделать, это сказать вам, что мы получили огромное удовольствие, работая над шоу; и многое из этого: как мы смеялись над какой-то глупой шуткой, которую один из нас устроил остальным». Фаррелл продолжал поддерживать связь со своим экранным командиром до смерти Моргана 7 декабря 2011 года. Фаррелл сказал о смерти своего командира на телевидении: «Он был посто 'чертёнком'. Как однажды сказал Алан, в теле этого человека нет ни одной непривлекательной кости. Он был полон веселья и умён». Перед смертью Моргана, он также добавил о шестидесятилетней карьере своего наставника: «Он был одним из основополагающих деятелей индустрии. Таких почестей обычно удостаиваются звеёзды, но они также принадлежат и Моргану и другим характерным актёрам»; подводя итог, он заявил: «Гарри был таким, по преимуществу, на протяжении многих лет».
После M*A*S*H Фаррелл снялся в качестве приглашенной звезды в «Она написала убийство»; Лига Справедливости; Отчаянные домохозяйки; и многих других. Фаррелл сыграл Джонатана Кента в мультсериале «Супермен» (1996), а его жена Шелли Фабарес сыграла Марту Кент. Он также вёл несколько специальных выпусков «National Geographic Presents» и снялся в ряде телефильмов, включая «День памяти» (в котором он был сопродюсером); Секс и родитель-одиночка; Главный подозреваемый; Выбор сердца; Частные сеансы; Закон об исчезновении; Смертельная тишина; Цена невесты; Инцидент на Тёмной реке; Местонахождение Дженни; и «Тихий мотив». Он провёл два персональных шоу: JFK, моноспектакль для PBS и тур по стране по пьесе Дэвида Ринтелса «Кларенс Дэрроу». В 1983 году Фаррелл снялся в фильме «День памяти».
В 1985 году Фаррелл в партнёрстве с продюсером кино и телевидения Марвином Миноффом создал продюсерскую компанию Farrell/Minoff Productions. Вместе Фаррелл и Минофф сняли множество телефильмов. За время своего сотрудничества Фаррелл и Минофф также были исполнительными продюсерами двух художественных фильмов: «Доминик и Юджин», фильма Orion Pictures 1988 года, который принёс актеру Тому Халсу номинацию на «Золотой глобус», как лучший актёр. Пара также продюсировала фильм «Целитель Адамс» 1998 года с Робином Уильямсом в главной роли. Профессиональное партнерство Фаррелла и Миноффа длилось более двадцати пяти лет, вплоть до смерти Миноффа в ноябре 2009 года.

### Провиденс(1999–2002)
В 1999 году Фарреллу дали роль ветеринара Джима Хансена, отца главного героя доктора Сиднея Хансена, которого сыграла Мелина Канакаредес, в мелодраме канала NBC-TV «Провиденс».
В роли отца Сиднея Фаррелл играл вместе с Кончеттой Томей, которая играла его жену Линду Хансен. Персонаж Томея умер во время первого эпизода сериала, но продолжал появляться как призрак/воспоминание в эпизодах более поздних эпизодов. Фаррелл появился в 64 из 92 серий.

## Политическая активность

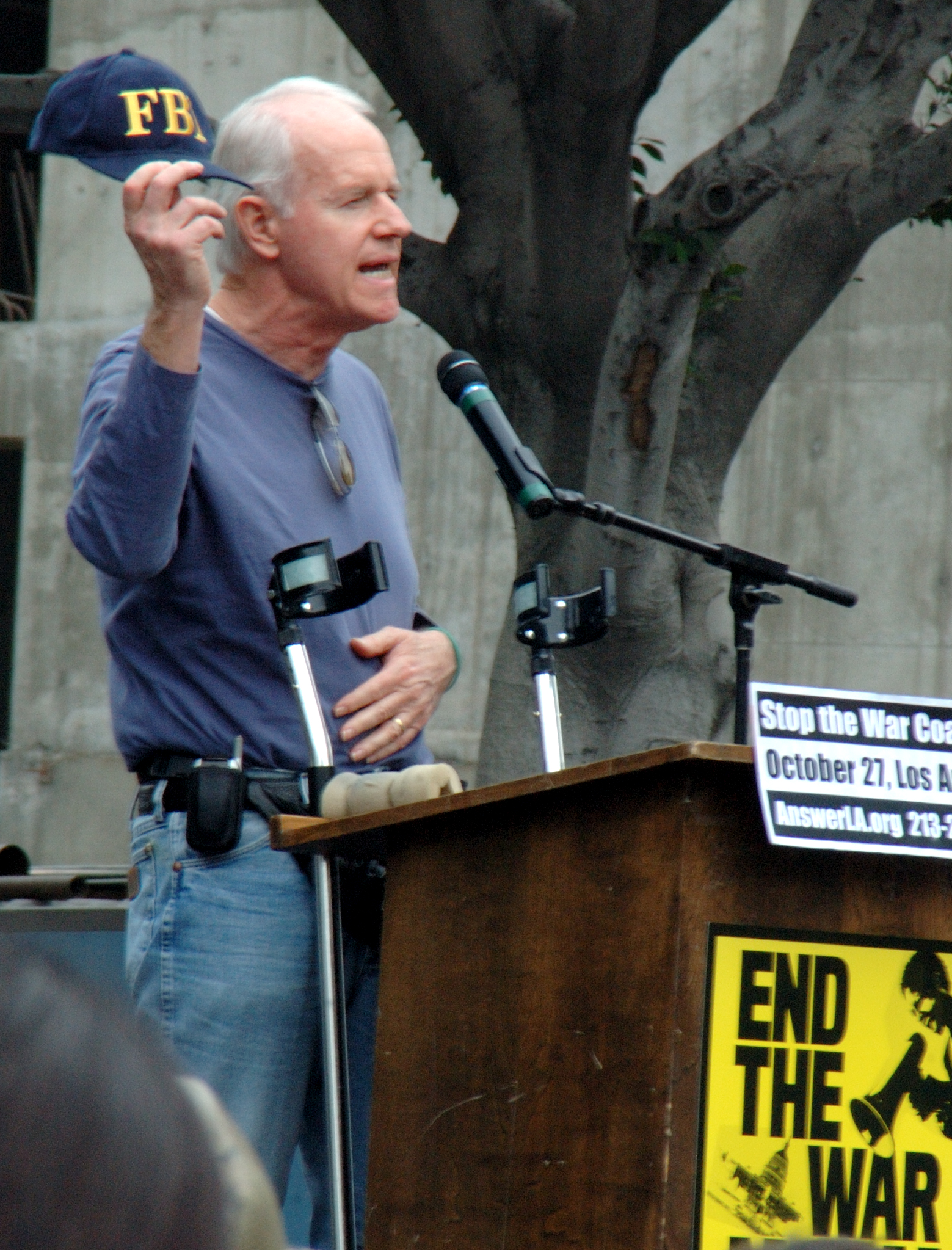
Фаррелл был участником-активистом во многих кампаниях.

Еще до того, как он стал широко известен, Фаррелл был активистом многих политических и социальных организаций. Он был сопредседателем Калифорнийской организации Human Rights Watch в течение десяти лет, входил в совет консультантов первоначальной Сети по информированию о культах и был президентом организации Death Penalty Focus более десяти лет, став первым человеком, который был награждён премией в области прав человека, впоследствии названной в его честь в 2006 году. В 2001 году он получил Гуманитарную премию PETA и озвучил для них социальную кампанию по борьбе с жестоким обращением с животными.
В 1985 году Фаррелл находился в Центральной Америке, помогая беженцам от гражданской войны в Сальвадоре. Командир партизан Нидия Диас попала в плен. Ей потребовалась операция, но ни один сальвадорский врач не осмелился ей помочь, поэтому Amnesty International наняла иностранного врача. Фаррелл присутствовал в качестве наблюдателя, но, по его словам, его «принудили оказать помощь в операции», когда врач сказал, что его помощь необходима. Тюремная операция прошла успешно, и Диас стала одной из тех, кто подписал Чапультепекское мирное соглашение (мирный договор, положивший конец войне). Она также работала в Законодательном собрании Сальвадора и в Парламенте Центральной Америки.
В 2006 году Фаррелл появился вместе с Джелло Биафра и Китом Гордоном в документальном фильме «Чья война?», исследуя роль США в войне в Ираке. Он также входит в консультативный совет Военного фонда свободы вероисповедания.

## Публикации
Фаррелл написал автобиографию «Просто называй меня Майк: путешествие к актёру и активисту» (ISBN 1933354089), опубликованную в 2007 году. В книге рассказывается о его детстве в окружении рабочего класса в Западном Голливуде, его прорыве в шоу-бизнес, его личной жизни и о его растущем участии в политике и в движении за права человека в Соединённых Штатах, Камбодже и Латинской Америке.
Его вторая книга «О муле и человеке» представляет собой дневник его пятинедельной поездки длиной 9 000 миль по США с целью продвижения издания его первой книги в мягкой обложке.

## Личная жизнь
В августе 1963 года Фаррелл женился на актрисе Джуди Хейден, которая работала учителем английского языка и драмы в средней школе в Лагуна-Бич, Калифорния. Они расстались в 1980 году и развелись в 1983 году. У них двое детей, Майкл и Эрин. В M*A*S*H дочь Ханникатта тоже звали Эрин. Также на M * A * S * H, в эпизоде «Лошадь полковника», тесть Ханникатта — Флойд Хейден, причем Хайден, по иронии судьбы, это девичья фамилия жены Фаррелла, Джуди. Джуди Фаррелл также работала в M*A*S*H с 1976 по 1983 год в роли медсестры Эйбл, одной из немногих медсестер, исполнявших повторяющиеся роли.
31 декабря 1984 года он женился на актрисе Шелли Фабарес.
Фаррелл был активным членом Гильдии киноактёров. В 2002 году он был избран первым вице-президентом Гильдии в Лос-Анджелесе и занимал этот пост три года.